# Donna Tarttová
Donna Tarttová (* 23. prosince 1963) je americká spisovatelka a autorka románů Tajná historie (1992), Malý kamarád (2002) a Stehlík (2013). Za román Malý kamarád získala literární cenu WH Smitha, zatímco román Stehlík jí v roce 2014 vynesl Pulitzerovou cenu. Časopis Time ji v témže roce uvedl ve svém seznamu „Stovky nevlivnějších lidí“.

## Život
Donna Tarttová se narodila v Greenwoodu, v deltě řeky Mississippi, a vyrůstala v blízkém městečku Grenada ve státu Mississippi. Jejímu otci se dařilo jako místnímu politikovi, zatímco její matka pracovala jako sekretářka. Ve třinácti letech Tarttovou prvně publikovali, když její sonet vydal Mississipský literární magazín.
V roce 1981 se zapsala na Mississippskou univerzitu, kde její psaní už v prvním ročníku zaujalo Willieho Morrise. Na doporučení Morrise pak Barry Hannah, vládnoucí spisovatel na Mississipské univerzitě, zapsal tehdy osmnáctiletou Tarttovou do svého magisterského předmětu o povídce. „Byla ohromně sečtělá,“ popsal ji Hannah. „Prostě výjimečný génius. Literární hvězda.“
Na doporučení Morrise a jiných (vyučujících) v roce 1982 přestoupila na Bennington College, kde u studia kreativního psaní navštěvovala hodiny klasické filologie u Claudea Fredericksa. V roce 2002 Tarttová údajně pracovala na převyprávění mýtu o Daidalovi a Ikarovi pro sérii Canongate Myth, což je série novel, v kterých současní autoři převyprávějí a adaptují antické mýty.
Tarttová konvertovala ke katolicismu a do knihy The Novel, Spirituality and Modern Culture (2000) přispěla esejí „The spirit and writing in a secular world“ (Duchovno a psaní v sekulárním světě). V této eseji Tarttová píše, že „... víra je životně důležitá pro můj proces tvorby díla a pro mou motivaci jej vytvářet“, také ale varuje před spisovateli, kteří do svých románů vsouvají své názory a přesvědčení. Píše, že by se spisovatelé měli zdráhat „vkládat své názory přímo do svých děl“.

## Dílo
Románový debut Tajná historie (1992) se stal okamžitou senzací. Román podmanivým způsobem popisuje partu studentů klasické filologie, které posedlost antickými klasiky a dionýskou estetikou povede až k dvojí vraždě.
O deset let později vydaný Malý kamarád (2002) se také zabývá tematikou vraždy, ač z jiné perspektivy. Dvanáctiletá Harriet Dufresne, bystrá a svérázná holka, se rozhodne vyřešit vraždu svého bratra, která zůstává i po dvanácti letech záhadou.
Román Donny Tarttové Stehlík je jejím nejúspěšnějším: v roce 2014 se dočkal Pulitzerovy ceny a o pět let později také filmového zpracování s Anselem Elgortem v hlavní roli. Stehlík (2013) je dickensovským vyprávěním Theodora Deckera, který v teroristickém útoku v galerii přichází o matku a zároveň nedopatřením nabývá Fabriciovu malbu stehlíka, která jej provází do Las Vegas a později zpátky do New Yorku – i když nakonec Thea naháněčka za tímto obrazem jakožto symbolem pro krásu a estetično dotáhne až do Amsterdamu.

## Literární ceny
- 2003 Literární cena WH Smithe – Malý kamarád
- 2003 nominace na cenu Orange Prize v kategorii próza – Malý kamarád
- 2013 nominace na cenu National Book Critics Circle Award v kategorii próza – Stehlík
- 2014 nominace na cenu Baileys Women's Prize v kategorii próza – Stehlík
- 2014 Pulitzerova cena v kategorii próza – Stehlík
- 2014 Ocenění Andrew Carnegie Medal za výjimečné úspěchy v próze (Excellence for Fiction) – Stehlík
- 2014 Cena Malaparte Prize (Itálie) – Stehlík

### Romány
- The Secret History (1992, v češtině vyšlo jako Tajná historie, přel. Klára Kolínská, 2017, ISBN 978-80-257-1913-8)
- The Little Friend (2002, v češtině vyšlo jako Malý kamarád, přel. Lucie Johnová, 2016, ISBN 978-80-257-1845-2)
- The Goldfinch (2013, v češtině vyšlo jako Stehlík, přel. David Petrů, 1. vyd. 2015, ISBN 978-80-257-1603-8)

### Povídky
- „Tam-O'-Shanter“, The New Yorker, April 19, 1993, pp. 90–91
- „A Christmas Pageant“, Harper’s 287.1723, December 1993, pp. 45–51
- „A Garter Snake“, GQ 65.5, May 1995, pp. 89ff
- „The Ambush“, The Guardian, June 25, 2005

### Eseje
- „Sleepytown: A Southern Gothic Childhood, with Codeine“, Harper’s 285.1706, July 1992, pp. 60–66 („Ospalá města: jihogotické dětství s kodeinem“)
- „Basketball Season“ in The Best American Sports Writing, edited and with an introduction by Frank Deford, Houghton Mifflin, 1993
- „Team Spirit: Memories of Being a Freshman Cheerleader for the Basketball Team“, Harper’s 288.1727, April 1994, pp. 37–40 („Týmový duch: Vzpomínky prvňácké roztleskávačky basketbalového týmu“)